# Omar Diéguez
Omar José Diéguez (Buenos Aires; 20 de junio de 1943-25 de marzo de 1988) fue un futbolista argentino que jugaba como mediocampista o delantero.

## Trayectoria
Oriundo de Buenos Aires, comenzó su carrera en las divisiones inferiores de Huracán, donde alternó la práctica del fútbol con el baloncesto. Sin haber debutado profesionalmente con el Globo, en 1963 fue incluido en una negociación con Temperley por Jorge Ginarte. Debutó por Temperley el 20 de abril de 1963 convirtiéndole dos goles a Nueva Chicago, en Mataderos, para sellar la goleada por 4 a 1. En el cuadro gasolero formó una dupla con Aníbal Tarabini.
En 1966 es transferido a Argentinos Juniors.para en 1967 pasar a formar parte de Independiente, donde volvió a coincidir con Tarabini.En el equipo de Avellaneda se coronó como campeón en 1967, pero perdió terreno con la aparición de Héctor Yazalde y Luis Artime. En 1969 firma para Gimnasia y Esgrima La Plata,para en 1970 firmar con Lota Schwager de la Primera División Chilena, su debut en la máxima categoría.Tras una primera temporada clasificando a la liguilla por el título, al año siguiente salvó del descenso tras un partido de desempate ante Audax Italiano. Una seria lesión puso fin a su carrera de forma prematura.
Falleció de cáncer a los pulmones el 25 de marzo de 1988.

## Clubes
| Club                        | País      | Año       |
| --------------------------- | --------- | --------- |
| Temperley                   | Argentina | 1963-1965 |
| Argentinos Juniors          | Argentina | 1966      |
| Independiente               | Argentina | 1967-1968 |
| Gimnasia y Esgrima La Plata | Argentina | 1969      |
| Lota Schwager               | Chile     | 1970-1971 |

## Palmarés

### Campeonatos nacionales
| Título               | Club          | País      | Año  |
| -------------------- | ------------- | --------- | ---- |
| Campeonato Argentino | Independiente | Argentina | 1967 |